# Број 10
Број 10 (енгл. Number 10) је роман енглеске књижевнице К. Џ. Доерти (енгл. CJ Daugherty). Српско издање је објавила издавачка кућа Лагуна из Београда 4. јуна 2020. године.

## О ауторки
К. Џ. Доерти је бивша криминалистичка репортерка и државни службеник, имала је двадесет две године када је први пут видела леш који ју је подстакао на размишљање и мотивисао да се бави писањем. Серијал Ноћна школа је почела да пише док је радила као консултант за комуникације у Министарству унутрашњих послова. Серијал за тинејџере је објавила издавачка кућа енгл. Little, Brown and Company и продат је у више од милион и по примерака широм света. Истоимена серија инспирисана њеним књигама је имала више од милион прегледа. Касније је написала серијал енгл. The Echo Killing који је објавио енгл. St. Martin's Press, као и Број 10. Коауторка је научно–фантастичног серијала Тајна ватра, са француском ауторком Карином Розенфелдом. Доертине књиге су преведене на 25 језика и биле су бестселери у више земаља. Данас живи на југу Енглеске са супругом, режисером номинованим за награду БАФТА, Џеком Џуерсом и кућним љубимцем.

## О књизи
Књига Број 10 прати Грејин живот који се променио оног дана када је њена мајка постала премијерка Велике Британије. Постала је позната иако то није желела, прогањају је папараци, а и најмања назнака њеног недоличног понашања одмах се нађе у новинама. Такве објаве радо користе политички непријатељи њене мајке, прете њој и њеној породици, до те мере да телохранитељи морају свуда да прате и Греј. Једина особа која разуме кроз шта она пролази је Џејк Макинтајер, син највећег политичког противника њене мајке, момак који похађа Грејину школу. Уверена да Џејк ради за свог оца, њена мајка забрањује Греј да се виђа са пријатељем. Пошто су јој ускраћени изласци и слобода, Греј истражује подруме и пролазе у подземљу Даунинг стрита број 10, где ће је једног дана тамо изненадити разговор који није требало да чује. Уплашена за себе, мајку али и своју земљу, Греј је одлучна да пронађе доказе о завери, међутим, поставља се питаће да ли ће јој ико поверовати.